# Albanie au Concours Eurovision de la chanson 2010
L'Albanie a participé au Concours Eurovision de la chanson 2010.

## Résultats de la sélection nationale
| #  | Interprète(s)                 | Chanson                     | Points | Place |
| -- | ----------------------------- | --------------------------- | ------ | ----- |
| 1  | Pirro Çako                    | "Një tjetër jetë"           | 106    | 4     |
| 2  | Erga Halilaj                  | "Party"                     | 66     | 12    |
| 3  | Denisa Macaj                  | "Aria"                      | 92     | 7     |
| 4  | Rovena Dilo                   | "Përtej kohës"              | 69     | 10    |
| 5  | Dorina Garuci                 | "Sekreti i dashurisë"       | 78     | 8     |
| 6  | Anjeza Shahini                | "Në pasqyrë"                | 118    | 2     |
| 7  | Erti Hizmo & Lindita Halimi   | "Nuk të dorezohem"          | 66     | 13    |
| 8  | Juliana Pasha                 | "Nuk mundem pa ty"          | 133    | 1     |
| 9  | Rovena Dilo & Eugent Bushpepa | "Gëzuar"                    | 43     | 17    |
| 10 | Kejsi Tola                    | "Ndonjëherë"                | 58     | 15    |
| 11 | Teuta Kurti                   | "Mall i pashuar"            | 19     | 19    |
| 12 | Flaka Krelani                 | "Lë të bëhet çfare te doje" | 99     | 5     |
| 13 | Bojken Lako & Banda Adriatica | "love love love"            | 98     | 6     |
| 14 | Goldi Halili                  | "Tirana broadway"           | 64     | 14    |
| 15 | Stefi & Endrri Prifti         | "U dogjem mrekullisht"      | 45     | 16    |
| 16 | Iris Hoxha                    | "Zërin tim ta ndjesh "      | 67     | 11    |
| 17 | Claudio La Regina             | "Ave maria"                 | 17     | 20    |
| 18 | Era Rusi                      | "Fjalë dhe gjunjë"          | 41     | 18    |
| 19 | Mariza Ikonomi                | "la,la,la"                  | 76     | 9     |
| 20 | Kamela Islami                 | "Gjëra të thjeshta"         | 116    | 3     |